# Diamondback
Diamondback ([ˈdaɪəməndbæk] чит. «Да́ймэндбэк», с англ. «гремучник», войсковой индекс не присваивался) — американская управляемая ракета класса «воздух—воздух» малой дальности с ядерной боевой частью. Предназначалась для оснащения самолётов палубной авиации. Была разработана во второй половине 1950-х гг. Испытательной станцией вооружения флота Главного управления вооружения ВМС США в Чайна-Лейк, штат Калифорния, совместно с компанией General Electric в Ютике, штат Нью-Йорк, и корпорацией Philco в Филадельфии, штат Пенсильвания. Предназначалась для замены на флоте УРВВ «Сайдуайндер», которую она должна была превзойти по дальности и точности вкупе с более мощной боевой частью. Научно-исследовательские работы велись активно с 1955 по 1958 гг. Проект был свёрнут до начала стадии испытаний.

## Предыстория
Ракеты семейства «Сайдуайндер» с момента принятия на вооружение непрерывно совершенствовались и в этом процессе сменило друг друга множество программ, ставивших целью либо их усовершенствование, либо создание на их основе новых образцов ракетного вооружения с более высокими тактико-техническими характеристиками. В рамках программ «Сайдуайндер-2» и «Сайдуайндер-3» разрабатывалась ракета «Даймондбэк».

## История
Работа над ракетой велась с соблюдением мер секретности, процесс характеризовался чрезвычайной скудностью информации в прессе. Различные издания ежегодного мирового ракетного обозрения журнала «Флайт-интернешнл» за 1956, 1957, 1958 годы дают только краткие сведения о том, что такой проект действительно существовал и предназначался для замены (обозреватели ракетостроительной отрасли полагали, что «Даймондбэк» — это модифицированный «Сайдуайндер»). Основной этих гипотез было то обстоятельство, что своим словесным названием ракета продолжала ряд названий семейства «гремучих змей» в американском ракетном арсенале.

## Тактико-технические характеристики
Источники информации : 
Общие сведения
- Самолёт-носитель — палубная авиация ВМС США
- Категории поражаемых целей — одиночные средства воздушного нападения типа «реактивный самолёт»

Система наведения
- Устройство наведения ракеты на цель — двухрежимная головка самонаведения
- Тип головки самонаведения — пассивная радиолокационная (маршевый участок), пассивная инфракрасная (терминальный участок)

Зона обстрела
- Досягаемость по высоте — 24,4 км
- Досягаемость вдогон — 25…32 км

Аэродинамические характеристики
- Аэродинамическая компоновочная схема — «утка»
- Маршевая скорость полёта — свыше 3700 км/ч

Массо-габаритные характеристики
- Длина — 3760 мм
- Диаметр корпуса — 305 мм
- Размах оперения — 1020 мм
- Масса — 385 кг

Боевая часть
- Тип БЧ

- фугасная с готовыми поражающими элементами стержневого типа
- ядерная

- Мощность ЯБЧ — 0,75 кт
- Тип предохранительно-исполнительного механизма — дистанционного действия, радиолокационный, срабатывание на объём

Двигательная установка
- Тип ДУ — ЖРД с двухступенчатой тягой на топливе длительного хранения